# Nicolás Valentini
Nicolás Valentini, né le 6 avril 2001 à Junín en Argentine, est un footballeur argentin qui évolue au poste de défenseur central l'Hellas Verona, en prêt de l'ACF Fiorentina.

## Biographie

### Carrière en club
Né à Junín en Argentine, Nicolás Valentini est passé par le River de sa ville natale, puis le CA Sarmiento, avant de rejoindre en 2015 le club de Boca Juniors, où il commence sa carrière professionnelle en championnat d'Argentine,.
Il joue son premier match avec l'équipe première du club le 8 mai 2021, lors d'une défaite 1-0 en Coupe de la Ligue Professionnelle contre Patronato.
Il est ensuite prêté au CA Aldosivi pour la saison 2022. Le 9 octobre 2022, inscrit son premier but professionnel lors d'un match à la Bombonera face à Boca (défaite 2-1).
Il retourne ensuite à Boca où il s'impose comme titulaire en défense centrale,.
Il est titulaire lors de la défaite en finale de la Copa Libertadores 2023, contre les Brésiliens de Fluminense le 4 novembre 2023.

### Carrière en sélection

#### Argentine olympique
En août 2023, Nicolás Valentini est convoqué pour la première fois avec l'équipe d'Argentine des moins de 23 ans, pour préparer le tournoi pré-olympique de la CONMEBOL au Venezuela, avec pour objectif la participation aux Jeux Olympiques de Paris 2024,,,. L'Argentine s'impose face au Brésil (1-0) lors de la dernière journée, ce qui élimine le rival historique et permet à l’Albiceleste de finir deuxième de la compétition et ainsi de se qualifier pour les Jeux olympiques 2024.

#### Équipe nationale d'Argentine
Il également sélectionnable avec l'Italie, dont il possède la nationalité.
En mars 2024, il est pour la première fois convoqué en équipe d'Argentine pour suppléer Marcos Senesi, blessé.

## Palmarès
| Boca Juniors (1) :                              | Argentine olympique :                       |
| ----------------------------------------------- | ------------------------------------------- |
| - Championnat d'Argentine (1) - Champion : 2022 | - Tournoi pré-olympique : - Deuxième : 2024 |

## Statistiques
| Saison                | Club                  | Championnat           | Championnat | Championnat | Championnat | Coupe nationale | Coupe nationale | Coupe nationale | Coupe de la Ligue | Coupe de la Ligue | Coupe de la Ligue | Supercoupe | Supercoupe | Supercoupe | Compétition(s) continentale(s) | Compétition(s) continentale(s) | Compétition(s) continentale(s) | Compétition(s) continentale(s) | Total | Total | Total |
| Saison                | Club                  | Division              | M.          | B.          | P.d.        | M.              | B.              | P.d.            | M.                | B.                | P.d.              | M.         | B.         | P.d.       | Comp.                          | M.                             | B.                             | P.d.                           | M.    | B.    | P.d.  |
| 2021                  | Boca Juniors          | Primera División      | -           | -           | -           | -               | -               | -               | 1                 | 0                 | 0                 | -          | -          | -          | CL                             | -                              | -                              | -                              | 1     | 0     | 0     |
| 2022                  | CA Aldosivi (prêt)    | Primera División      | 25          | 1           | 0           | -               | -               | -               | 14                | 0                 | 0                 | -          | -          | -          | -                              | -                              | -                              | -                              | 39    | 1     | 0     |
| 2023                  | Boca Juniors          | Primera División      | 15          | 1           | 0           | 1               | 0               | 0               | 10                | 0                 | 0                 | -          | -          | -          | CL                             | 11                             | 0                              | 2                              | 37    | 1     | 2     |
| 2024                  | Boca Juniors          | Primera División      | -           | -           | -           | -               | -               | -               | 2                 | 0                 | 0                 | -          | -          | -          | CS                             | -                              | -                              | -                              | 2     | 0     | 0     |
| Sous-total            | Sous-total            | Sous-total            | 15          | 1           | 0           | 1               | 0               | 0               | 13                | 0                 | 0                 | -          | -          | -          | -                              | 11                             | 0                              | 2                              | 40    | 1     | 2     |
| Total sur la carrière | Total sur la carrière | Total sur la carrière | 40          | 2           | 0           | 1               | 0               | 0               | 27                | 0                 | 0                 | -          | -          | -          | -                              | 11                             | 0                              | 2                              | 79    | 2     | 2     |